# دیسکاوری آی
دیسکاوری آی (به انگلیسی: Discovery I) یک کشتی بود که طول آن ۶۵ فوت (۲۰ متر) بود. این کشتی در سال ۱۹۵۵ ساخته شد.